# Sapalska Góra
Sapalska Góra (również Sapałówka, 830,6 lub 831 m n.p.m.) – zalesiony szczyt w zachodniej części Beskidu Niskiego, w Górach Grybowskich. Jest jednym ze wzniesień leżących w paśmie Koziego Żebra i Czerszli. Administracyjnie leży tuż przy granicy gmin Kamionka Wielka oraz Łabowa.

## Charakterystyka
Sapalska Góra znajduje się w paśmie Koziego Żebra i Czerszli, zwanym niekiedy także pasmem Czerszli i Sapalskiej Góry. Leży między Marganią Wyżną (776 m n.p.m.) i Jaworzyną (821,6 m n.p.m.). Uznawana jest za jeden z ważniejszych szczytów Gór Grybowskich – jej nazwę wykorzystuje się przy identyfikacji całego pasma.
Grzbietem Sapalskiej Góry przebiega granica między gminami Kamionka Wielka i Łabowa w powiecie nowosądeckim. Sam szczyt administracyjne znajduje się w gminie Kamionka Wielka. U podnóża góry leżą miejscowości Maciejowa, Łabowa oraz część Kamionki Wielkiej.
Góra liczy 830,6 lub 831 m n.p.m. wysokości. Jest zalesiona, jej zbocza porastają lasy jodłowe oraz bukowo-jodłowe. Na jej stokach stwierdzono ponadto występowanie stanowisk m.in. wilczomlecza słodkiego i żywokostu sercowatego.
Północne stoki Sapalskiej Góry opadają łagodnie ku zabudowaniom Kamionki Wielkiej. Składają się na nie dwa ramiona, rozdzielone głęboką doliną bezimiennego potoku. Południowe zbocza są wyraźnie rozczłonkowane i schodzą połogimi ramionami ku Maciejowej oraz Łabowej. Szczególnie wyróżnia się tam jedno, duże ramię, podcięte częściowo dopływem i wodami Kondracikowskiego Potoku. Od zachodu grzbiet prowadzi ku Margani Wyżnej, od której Sapalska Góra oddzielona jest wyraźną, nienazwaną przełęczą, natomiast od wschodu – przez niewybitną kulminację Magórzycy biegnie do szczytu Jaworzyny.
W źródłach pojawiają dwie wersje nazwy szczytu: Sapalska Góra oraz Sapałówka. Co więcej, góra wspomniana została w Słowniku geograficznym Królestwa Polskiego.

## Turystyka
Na Sapalską Górę prowadzi oznakowany żółty szlak turystyczny. W terenie istnieją również nieoznaczone ścieżki prowadzące w jej partie podszczytowe; swój początek biorą m.in. w Kamionce Wielkiej oraz Łabowej.

### Szlaki turystyczne
Opracowano na podstawie materiałów źródłowych:
- Nowy Sącz Jamnica – Sapalska Góra (830,6 m n.p.m.) – Jaworzyna (821,6 m n.p.m.) – Florynka – Wawrzka (– Ropa – Gorlice); szlak swój początek bierze w dzielnicy Nowego Sącza, Jamnicy, po czym prowadzi grzbietem pasma Koziego Żebra i Czerszli. W pobliżu miejscowości Florynka opuszcza to pasmo i biegnie do Wawrzki oraz Ropy. Następnie przebiega przez Bartnią Górę i przełęcz Zdżar, zmierzając do Gorlic.